# 東京病院附属リハビリテーション学院
国立療養所東京病院附属リハビリテーション学院（こくりつりょうようじょとうきょうびょういんふぞくリハビリテーションがくいん）は、東京都清瀬市にあった国立病院機構東京病院が運営していた専修学校である。日本初の理学療法士・作業療法士養成校。

## 沿革
- 1963年（昭和38年）5月1日 - 国立療養所東京病院附属リハビリテーション学院開校
- 2004年（平成16年）4月1日 - 国立病院機構東京病院附属リハビリテーション学院となる。
- 2008年（平成20年）3月31日 - 閉校